# Étang de Bambois
L'étang de Bambois ou Li grand Vèvî (« le grand étang ») se trouve à Bambois, un hameau qui fait partie de la commune et ville de Fosses-la-Ville, dans la province de Namur (Région wallonne de Belgique). Sa superficie est de 33 hectares. Restauré après un déclin et une pollution dans les années 1970, c'est aujourd'hui un lieu touristique très fréquenté, notamment pour son parc botanique.

## Histoire
Après la Seconde Guerre mondiale l'étang avec sa plage artificielle devient un but touristique et de loisir, en 1990, le journaliste Jean Gois relate les problèmes de pollution et le tourisme social venant par le train  dans un article du journal Le Soir.
« Le lac de Bambois, que certains appellent encore «li grand vévi» - le grand vivier -, fut, vers les années 60, la plus belle expression du tourisme populaire qu'il soit possible d'imaginer. Sa rive nord était gonflée d'une épaisse couche de sable qui transformait le secteur en «Bambois-plage». Des trains spéciaux, au départ de la gare de Charleroi, y déversaient les voyageurs à la mini-gare de l'endroit, un point d'arrêt presque de légende. Mais l'élévation du niveau social fit capoter cette initiative. »